# Giovanni Antonio Ambrosetti
Giovanni Antonio Ambrosetti (Biella, 9 febbraio 1811 – Torino, 15 marzo 1873) è stato un imprenditore e politico italiano.
Ufficiale della Guardia nazionale nel 1848, il 18 dicembre 1849 venne nominato senatore del Regno di Sardegna. Fu anche Vicepresidente del Consiglio divisionale di Biella e Consigliere provinciale dello stesso comune. Cofondatore della Cassa di Commercio, industria e credito mobiliare e della Cassa di sconto di Torino  nel 1855, nel 1857 venne eletto Consigliere comunale di Sordevolo.